# 한당
한당(韓當, ? ~ 227년)은 중국 후한 말 ~ 삼국시대 오(吳)나라의 장수로, 자는 의공(義公)이며 유주 요서군 영지현(令支縣) 사람이다.

## 가계
아들 : 한종

## 생애
활쏘기와 말타기에 뛰어나고 체력도 있는데다가 병사들을 유난히 아끼고 사랑해서 손견에게 총애를 받고 부하들 역시 한당을 믿고 따랐다. 그는 손견을 수행하여 정벌나가 각지를 다녔다. 자주 위험하고 어려운 곳에 임하여 적을 격파시키고 포로를 잡아 별부사마로 임명되었다.
손책이 강동을 건넜을 때, 세군을 토벌하는 데 참가하여 선등교위로 승진하고 병사 2천명과 기마 50필을 받았다. 그는 유훈을 정벌하는데도 참가했으며, 황조를 격파하고 돌아올 때 파양(鄱陽)을 토벌하여 악안현장을 겸임했다. 산월(山越) 사람들은 그를 경외하고 복종했다.
한당은 이후에 중랑장(中郞將)의 신분으로 주유(周瑜)와 함께 조조(曹操)에 대항하여 무찔렀고, 또 여몽(呂蒙)과 함께 남군(南郡)을 습격하여 취했다. 편장군(偏將軍)으로 승진했으며, 영창태수(永昌太守)를 겸임했다. 의도의 전역에서는 육손(陸遜) · 주연(朱然) · 반장(潘璋) · 주태(周泰) 등과 함께 탁향에서 촉(蜀)의 군대를 공격하여 크게 격파시켰으며, 이로 인해 위열장군으로 승진했고, 도정후(都亭侯)로 봉해졌다. 조진(曹眞)이 남군을 공격할 때, 한당은 동남쪽을 지키고 있었다. 그는 밖에서는 장수가 되어 부장들과 사졸들을 격려하여 한마음으로 굳게 지키도록 했고, 또 상사를 존경하고 법령을 받들어 준수하였다. 손권은 이때문에 그를 좋아했다.
황무(黃武) 2년(223년), 한당은 석성후로 봉해졌고 소무장군으로 승진했으며, 관군태수를 겸임하였다. 후에 또 도독(都督)의 칭호를 더했다. 감사군과 해번병 1만 명을 인솔하여 단양(丹陽)의 도적들을 토벌하러 가서 무찔렀으나, 질병으로 사망했다. 아들 한종(韓綜)이 후작을 계승하여 군대를 통솔했다.

## 같이 보기
- 삼국지 인물 목록